# 김수 (예술가)
김수(영어: Soo Kim, 1969년~)는 미국의 시각 예술가이다. 그녀의 작품들은 J. 폴 게티 미술관에 보관되어 있으며, 2013년에 샌프란시스코 재단으로부터 권위 있는 존 구트만 포토그래피 펠로십을 받았다.